# Rinat Jumabayev
Rinat Jumabayev (23 de juliol de 1989), és un jugador d'escacs kazakh, que té el títol de Gran Mestre des de 2009.
A la llista d'Elo de la FIDE del novembre de 2021, hi tenia un Elo de 2658 punts, cosa que en feia el jugador número 1 (en actiu) del Kazakhstan, i 84è del món. El seu màxim Elo va ser de 2658 punts, a la llista de l'octubre de 2021.

## Resultats destacats en competició
El 2007 fou 3r al Campionat del Kazakhstan, el 2009 fou segon.
El 2011 va participar en la Copa de Món de 2011 on fou eliminat a la primera ronda per Laurent Fressinet. El 2015 va participar en la Copa de Món de 2015 on fou eliminat a la primera ronda per Pàvel Eliànov.
El maig de 2014 fou campió del Kazakhstan a Astanà amb 9 punts d'11, un punt més que Anuar Ismagambetov.
El novembre de 2015 fou campió de la 4t Copa d'escacs de l'Àsia central amb 7½ punts de 9, els mateixos punts que Farrukh Amonatov i Petr Kostenko però amb millor desempat.
A l'abril de 2017 esdevingué per segon cop campió del Kazakhstan amb 8 punts de 9, un més que el segon classificat Anuar Ismagambetov. L'agost de 2017 guanyà l'Obert Internacional de Sants amb 8½ punts de 9, mig punt per davant del segon classificat Dmitri Svetuşkin.

### Participació en olimpíades d'escacs
Jumabayev ha participat, representant Kazakhstan, en tres Olimpíades d'escacs entre els anys 2008 i 2012 (dos cops com a 2n tauler), amb un resultat de (+18 =6 –6), per un 70,0% de la puntuació. El seu millor resultat el va fer a l'Olimpíada del 2010 en puntuar 8½ d'11 (+7 =3 -1), amb el 77,3% de la puntuació, amb una performance de 2652.